# Аяла Корпорейшън
„Аяла Корпорейшън“ (на английски: Ayala Corporation) е филипинско холдингово предприятие със седалище в Макати.
Основано през 1834 година от Доминго Рохас и Антонио де Аяла като производител на алкохолни напитки, днес то е най-старият и голям конгломерат в страната, като остава под контрола на семейството с германско-испански произход Собел де Аяла и обединява компании в множество различни сектори – недвижими имоти, комунални услуги, електронна и автомобилна промишленост, финанси, далекосъобщения, образование, здравеопазване и други. Към 2021 година групата има общи продажби от 142 милиарда песо (4,45 милиарда лева) и над 60 хиляди служители.
Част от групата на „Аяла Корпорейшън“ е производителят на електронни компоненти „Интегрейтид Микро-електроникс“, собственик на българското предприятие „Интегрейтид Микро-електроникс България“.